# 張煜晟
張煜晟（1992年8月30日—），台灣魔術師，出生於台灣桃園。從14歲開始接觸魔術，在2011年編排出自己的作品「魔幻調酒狂想曲 」並參加比賽、演出，受到好評是第一个以調酒師角色呈現演出的魔术师，獨特的表演素材及個人風格，拿下比賽冠軍頭銜，令人印象深刻，並受邀至國內外魔術大會，擔任各式表演嘉賓。

## 獲獎經歷
- 2015魔術奧運FISM 台灣代表選手
- 2014曼谷國際魔術大賽 亞軍
- 2013北京魔術交流大賽 冠軍
- 2012馬來西亞國際魔術大賽 亞軍
- 2012TMA國際魔術大會 季軍 &美國好萊塢魔術城堡獎 &TMA韓國釜山魔術節邀請賽獎
- 2012台灣魔術大會師 冠軍
- 2011清水魔術節 職業組總冠軍

## 外部連結
- 張煜晟個人網站
- 張煜晟Facebook粉絲專頁 （页面存档备份，存于）
- 張煜晟微博 （页面存档备份，存于）